# Bardzrakach
Bardzrakach (en arménien Բարձրաքաշ) ou le monastère Saint-Grégoire de Bardzrakach (Բարձրաքաշի Սուրբ Գրիգորի վանք, Bardzrakach Sourp Grigor vank) est un monastère arménien situé à 2 km au nord-est de Dsegh dans le marz de Lorri, sur la rivière Saghudzor, au nord de l'Arménie. 
Le monastère est constitué de deux églises, d'un gavit, d'une chapelle et du cimetière familial des Mamikonian. L'église Sourp Astvatsatsin (« Sainte-Mère-de-Dieu ») a été construite en 1221 par Marzpan, fils du prince Sarkis Mamikonian, et le gavit, au sud de celle-ci, en 1259. L'autre église se situe au nord de Sourp Astvatsatsin.